# Narcissus scaberulus
Narcissus scaberulus es una especie de planta bulbosa perteneciente a  la familia de las Amarilidáceas. Es originaria de Portugal.

## Descripción
Tiene las hojas como junquillos de color gris-verdosas. Con la copa en forma de corona. Se encuentra en Portugal. Tiene las hojas postradas o en espiral y de una a tres pequeñas flores.

## Taxonomía
Narcissus scaberulus fue descrita por el botánico, micólogo, pteridólogo, algólogo, profesor de la Universidad de Coímbra, Júlio Augusto Henriques y publicado en Boletim da Sociedade Broteriana 6: 45, en el año 1888.
Etimología
Narcissus nombre genérico que hace referencia  del joven narcisista de la mitología griega Νάρκισσος (Narkissos) hijo del dios río Cephissus y de la ninfa Leiriope; que se distinguía por su belleza. 
El nombre deriva de la palabra griega: ναρκὰο, narkào (= narcótico) y se refiere al olor penetrante y embriagante de las flores de algunas especies (algunos sostienen que la palabra deriva de la palabra persa نرگس y que se pronuncia Nargis, que indica que esta planta es embriagadora). 
scaberulus: epíteto latino que significa "áspero".